# شلومو لاهات

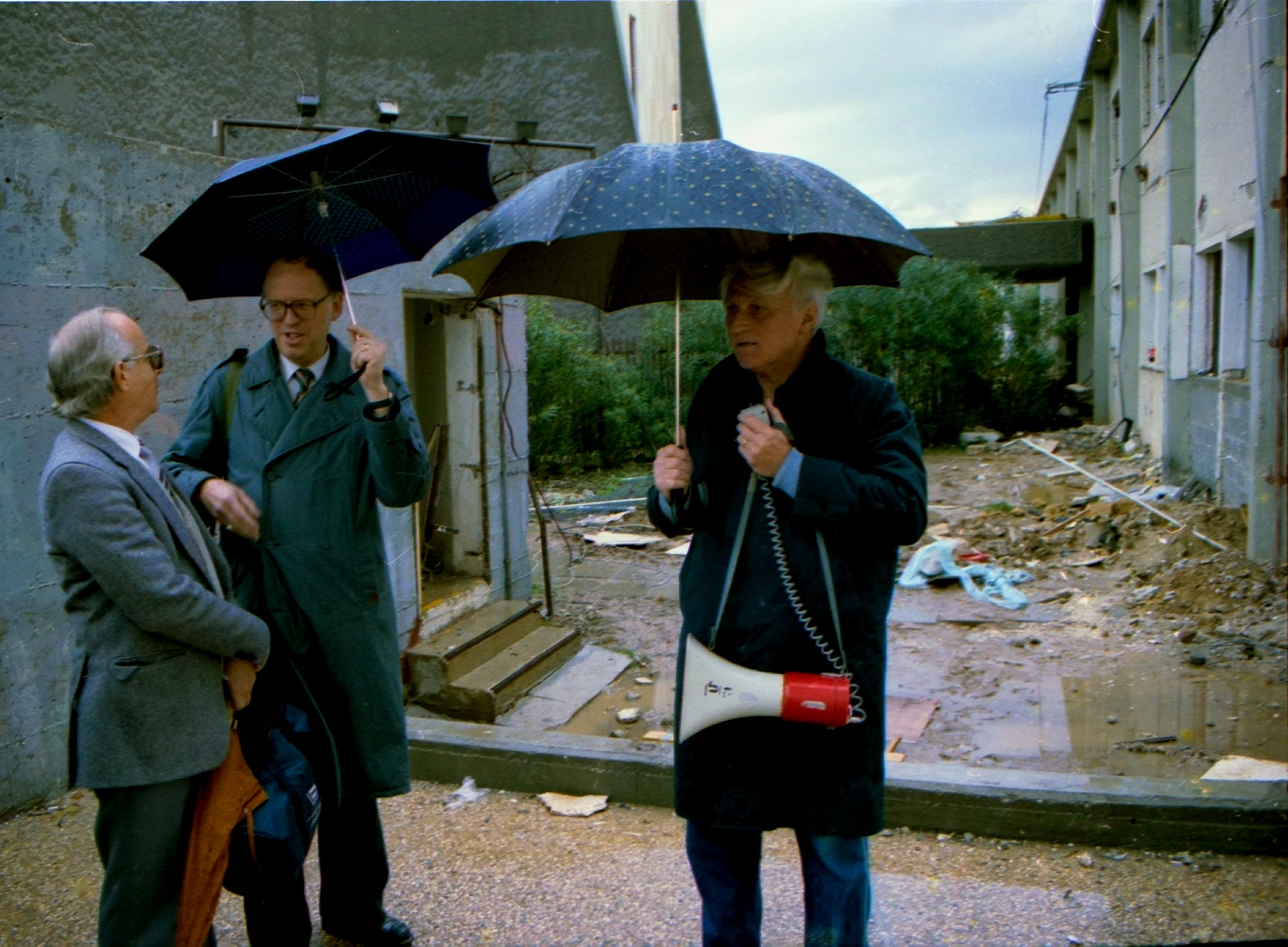
شلومو لاهات (إلى اليمين)، يُظهر للزوار الأجانب تأثير صاروخ عراقي في تل أبيب أثناء حرب الخليج، 1991.

شلومو لاهات (بالعبرية: שלמה להט‏) (9 نوفمبر 1927 - 1 أكتوبر 2014) عسكري إسرائيلي، كان جنرالاً في الجيش الإسرائيلي، والرئيس السابق لمديرية القوى العاملة بالجيش الإسرائيلي. 
شغل منصب رئيس بلدية تل أبيب الثامن في السنوات 1974-1993، لأربع فترات متتالية، عن حزب الليكود. . وهو الذي صاغ شعار تل أبيب بأنها «المدينة التي لا تتوقف».

## حياته
ولد شلومو ليندنر (غير اسمه لاحقا إلى لاهات) في ألمانيا. وهاجر مع عائلته إلى فلسطين تحت الانتداب البريطاني عام 1933 بعد وصول النازيين إلى السلطة. واستقرت العائلة في رحوفوت. انضم إلى حركة «هاشومير هاتسير» الشبابية الصهيونية، ودرس في ثانوية هرتسليا العبرية في تل أبيب.

## العمل العسكري والسياسي
خدم لاهات في منظمة الهاجاناه ثم الجيش الإسرائيلي. وأثناء خدمته في الجيش الإسرائيلي، درس القانون في الجامعة العبرية في القدس. وفي عام 1956، كان أول ضابط إسرائيلي يدرس في كلية القيادة والأركان العامة للجيش الأمريكي في فورت ليفنوورث في ولاية كانساس الأمريكية. وبعد عودته، أصبح مدربًا في مدرسة القيادة والأركان في الجيش الإسرائيلي. في عام 1959، ترأس فرع العمليات في إدارة عمليات الأركان العامة، وانتقل إلى سلاح المدرعات في عام 1962.
وعين في حرب الأيام الستة حاكما للقدس الشرقية، ثم رئيسا لأركان القيادة المركزية برتبة عميد. وفي عام 1969 عين قائدا لقوات المدرعات في سيناء. وخلال حرب الاستنزاف كان قائد العمليات في قناة السويس. في 1970-1973 شغل منصب رئيس مديرية القوى العاملة بالجيش الإسرائيلي.
في فبراير 1974، أصبح ثامن عمدة لتل أبيب، واستمر في ولايته حتى نوفمبر 1993، ممثلا عن حزب الليكود.
في 30 سبتمبر 2014، تم إدخال لاهات إلى مستشفى إيخيلوف في حالة حرجة بسبب التهاب في الرئة. توفي صباح 1 أكتوبر 2014.